# Mathieu Bragard
Mathieu Bragard, född 10 mars 1895 i Verviers, död 19 juli 1952, var en belgisk fotbollsspelare.
Bragard blev olympisk guldmedaljör i fotboll vid sommarspelen 1920 i Antwerpen.